# Sericesthis nigra
Sericesthis nigra är en skalbaggsart som beskrevs av Lea 1919. Sericesthis nigra ingår i släktet Sericesthis och familjen Melolonthidae. Inga underarter finns listade i Catalogue of Life.